# لقمان خالدی
لقمان خالدی (زادهٔ ۱ مرداد ۱۳۵۷، کرمانشاه) کارگردان، مستندساز، و تدوین‌گر سینما اهل کرمانشاه است.
خالدی در ابتدا از انجمن سینمای جوان کرمانشاه، فیلمسازی خود را آغاز کرد. از مهم‌ترین آثار وی می‌توان به: فیلم کوتاه فوکوس، مستند و من مسافرم، مستند خصوصی، مستند مشترک مورد نظر، مستند کمی بالاتر، مستند نسا و … اشاره کرد.
مستند «کمی بالاتر» در بیست و دومین دوره فستیوال فید مارسی موفق به دریافت جایزه اصلی شد.

## فعالیت‌ها

### کارگردان
- فوکوس
- خصوصی
- و من مسافرم
- زندگی من
- مشترک مورد نظر
- کمی بالاتر
- نسا
- فصل هرس
- شیب تند

### تدوین
- مستند روزهای بی‌تقویم (مهرداد اسکویی)

## جایزه‌ها و افتخارات
- برنده دیپلم افتخار بهترین تحقیق و پژوهش (و من مسافرم) دوره ۲۶ جشنواره بین‌المللی فیلم کوتاه تهران
- برنده تندیس حافظ بهترین مستند (مشترک مورد نظر) دوره ۱۲ جشن دنیای تصویر
- برنده تندیس بهترین مستند (مشترک مورد نظر) دوره ۲۷ جشنواره بین‌المللی فیلم کوتاه تهران
- برنده تندیس بهترین مستند برای کمی بالاتر از بیست و دومین دوره فستیوال فید مارسی
- برنده تندیس بهترین کارگردانی نهمین جشنواره بین‌المللی سینما حقیقت برای مستند فصل هرس
- برنده بهترین فیلم نهمین جشنواره بین‌المللی سینما حقیقت برای مستند فصل هرس
- برنده تندیس حافظ شانزدهمین جشن سینمایی و تلویزیونی دنیای تصویر برای مستند فصل هرس
- برنده جایزه ویژه هات داکس کانادا برای مستند نسا